# Ahmad Donish
Ahmad Donish, auch Ahmad Danish oder Ahmad Donish Mahdum ibn Nasir persisch احمد دانش, tadschikisch Аҳмад Маҳдуми Дониш (geboren 1827 in Shofirkon, heute: Provinz Buxoro, Usbekistan; gestorben 1897 in Buxoro) war ein tadschikischer Gelehrter.

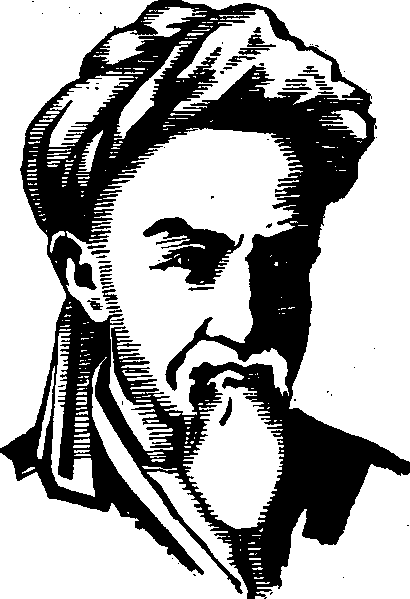
Ahmad Donish

## Leben
Donish entstammte einer einfachen Familie. Seine Mutter, Sakina Abdurahman, brachte ihm die Grundzüge der Bildung bei und sein Vater, der Mullah Nasir ibn Yusuf, unterrichtete ihn in der arabischen Schrift und Sprache. Im Jahr 1841 begann er seine Ausbildung an der Madrasa und beschäftigte sich mit dem Zeichnen, der Kalligrafie, der Poesie und der Malerei. Der ihm das Unterrichtsangebot der Schule nicht ausreichend war, studierte er auf eigene Initiative Astronomie, Arithmetik und Geometrie. Er war unter seinen Zeitgenossen bald unter dem Namen „Ahmad Kalla“ ([Groß-]Kopf) bekannt, ein Beiname, der ihm wegen seines großen Intellekts gegeben wurde und schrieb unter dem Pseudonym „Donish“, was „Wissen“ bedeutet. Er hatte zahlreiche historische Chroniken gelesen, verfasste eigene Gedichte und schmückte Handschriften mit Miniaturmalereien aus. Er hatte sich unter den Einwohnern Bucharas einen Namen als Kalligraf, Miniaturmaler und Zeichner erworben.
Um 1850 trat er als Maler und Kalligraf in die Dienste des Emirs Naṣr-Allāh (1827–1860) ein, wurde anschließend Hofastronom und Vermittler. Der Emir ernannte ihn zum Botschaftssekretär und Donish wurde in dieser Funktion im Jahr 1857 erstmals nach Sankt Petersburg entsandt mit dem Auftrag, freundschaftliche Beziehungen zu Russland herzustellen. Die Begegnung mit der russischen Kultur übte auf ihn einen starken Einfluss aus und innerhalb kurzer Zeit änderte er seine Vorstellungen bezüglich der Gesellschaftsordnung und des Staates. In den Jahren 1869 bis 1870 nahm er an der zweiten Gesandtschaft nach Russland teil und sammelte neue Eindrücke und Gedanken. Nach seiner Rückkehr von der dritten Reise nach Sankt Petersburg im Jahr 1874 schrieb Donish eine Abhandlung, in der er ein Programm zur Reform der Staatsordnung darlegte und überreichte sein Werk dem Emir. Der Emir lehnte diese Vorschläge ab und wies ihn an seinen den Hof zu verlassen. Er ernannte Donish zum Qādī eines entlegenen Bezirks des Emirats Gusara. Fernab von Buchara widmet er sich nun künstlerischen Arbeiten und dem Schreiben. Sein Hauptwerk Navodirul-vaqoye eine historische, philosophische Abhandlung, verfasste er von 1870 bis 1885.

## Ehrungen
- In Taschkent gibt es ein Ahmad-Donish Viertel sowie einen nach ihm benannten Markt und mehrere nach ihm benannte Straßen
- Auch in Buchara tragen Straßen den Namen „Ahmad Donish“
- In sowjetischer Zeit wurde der Name „Ahmad Donish“ der Abteilung für Sozialwissenschaften des Wissenschaftlichen Instituts für Geschichte, Archäologie und Ethnographie der Akademie der Wissenschaften der Tadschikischen SSR verliehen
- Im Jahr 1972 drehte das Filmstudio „Tadschikfilm“ einen Verfilmung des Lebens von Ahmad Donish mit dem Titel Stern in der Nacht (russisch Звезда в ночи).[3]